# دوریت کوچک
دوریت کوچک (به انگلیسی: Little Dorrit) نام یک کتاب ادبی است که توسط چارلز دیکنز، نویسندهٔ اهل انگلستان نوشته شده‌است. این کتاب یکی از آثار مشهور ادبی جهان است.